# Widugiery (gromada)
Widugiery – dawna gromada, czyli najmniejsza jednostka podziału terytorialnego Polskiej Rzeczypospolitej Ludowej w latach 1954–1972.
Gromady, z gromadzkimi radami narodowymi (GRN) jako organami władzy najniższego stopnia na wsi, funkcjonowały od reformy reorganizującej administrację wiejską przeprowadzonej jesienią 1954 do momentu ich zniesienia z dniem 1 stycznia 1973, tym samym wypierając organizację gminną w latach 1954–1972.
Gromadę Widugiery z siedzibą GRN w Widugierach utworzono – jako jedną z 8759 gromad – w powiecie suwalskim w woj. białostockim, na mocy uchwały nr 23/V WRN w Białymstoku z dnia 4 października 1954. W skład jednostki weszły obszary dotychczasowych gromad Widugiery, Buda Zawidugierska, Buraki, Dziedziule, Pełele, Pełele Folwark, Przystawańce, Poluńce, Nowiniki, Sankury, Skarkiszki i Tauroszyszki ze zniesionej gminy Krasnowo oraz obszar dotychczasowej gromady Wiłkopedzie ze zniesionej gminy Puńsk w tymże powiecie. Dla gromady ustalono 13 członków gromadzkiej rady narodowej.
1 stycznia 1956 roku gromadę włączono do reaktywowanego powiatu sejneńskiego.
1 stycznia 1972 z gromady Widugiery wyłączono wsie Buraki i Przystawańce włączając je do gromady Puńsk oraz wsie Dziedziule, Nowinki, Pełele i Wiłkopędzie włączając je do gromady Smolany, po czym gromadę Widugiery zniesiono a jej (pozostały) obszar włączono do nowo utworzonej gromady Krasnowo.